# 微观小世界
微观小世界（法語：Minuscule）是一部法国電腦合成影像电视连续剧，由 Futurikon 制作，由 Hélène Giraud 和 Thomas Szabo 创作。该剧以短片段的形式呈现，主要聚焦于各种昆虫，它们平凡的日常生活中充满了幽默元素。通过将风格化的角色叠加在现实生活的背景（法国乡村）上，主要角色的滑稽情景得以以无声喜剧的形式呈现。除了主要角色外，动物和人类也可能以次要角色出现，但该剧不使用任何正式的语言对白。
该剧的工作人员曾将其与一些流行媒体进行比较，包括电影《微观宇宙》、国家地理杂志的自然纪录片，以及特克斯·艾弗里的漫画和为华纳兄弟制作的漫画。

## 外部連結
- Official Minuscule website
- 互联网电影数据库（IMDb）上《Minuscule》的资料（英文）